# Robert Harding Whittaker
Pour les articles homonymes, voir Robert Whittaker et Whittaker.
Robert Harding Whittaker est un écologue et un botaniste américain, né le 27 décembre 1920 à Wichita au Kansas et mort le 20 octobre 1980.

## Biographie
Il obtient son Bachelor of Arts au Washburn Municipal College (aujourd’hui l’université Washburn) à Topeka. Après son service militaire, il obtient son Ph. D. à l’université de l'Illinois. Il obtient un poste d’enseignement et de recherche à l’université d’État de Washington à Hanford, puis dans les laboratoires nationaux d’Hanford (où il est l’un des pionniers de l’emploi de traceurs radioactifs pour l’étude des écosystèmes), au Brooklyn College, l’université de Californie et, enfin, à l’université Cornell.
Très productif, Whittaker développe et promeut l’analyse graduelle appliquée à l’écologie des communautés végétales. Cette analyse permet d’obtenir des résultats empiriques contredisant certaines des idées sur le développement des végétaux soutenues par Frederic Edward Clements (1874-1945). Whittaker étudie surtout l’analyse des communautés végétales, leur succession et leur productivité. 
Whittaker est élu à la National Academy of Sciences en 1974, il est primé par la Ecological Society of America en 1980, parmi d’autres récompenses.

## Classification taxonomique du vivant

Classification du vivant en cinq règnes, proposée par Whittaker en 1969, basée sur le niveau de complexité et le mode de nutrition (photosynthèse, absorption, ingestion).

En 1959, Whittaker développait un système de classification des organismes constitué de quatre règnes : Protista, Plantae, Fungi et Animalia.
Le règne des protistes était alors divisé en deux sous-règnes, Monera pour les bactéries et les algues bleu-vert et Eunucleata pour les organismes unicellulaires à membrane nucléaire.
Robert Whittaker est l'un des premiers (en 1969) à proposer une classification du vivant en cinq règnes : Animalia, Plantae, Fungi, Protista et Monera.
Sa classification taxonomique est basée sur trois niveaux d'organisation (procaryote, eucaryote unicellulaire et eucaryote multicellulaire-multinucléé) et trois directions d'évolution en relation avec la nutrition (photosynthèse, absorption et ingestion).

## Liste partielle des publications
- R.H. Whittaker, « The kingdoms of the living world », Ecology, vol. 38, no 3, juillet 1957, p. 536-538, DOI 10.2307/1929903.
- R.H. Whittaker, « On the broad classification of organisms », The Quarterly Review of Biology, vol. 34, no 3, septembre 1959, p. 210-226, DOI 10.1086/402733.
- R.H. Whittaker, « New Concepts of Kingdoms of Organisms », Science, vol. 163, no 3863, 10 janvier 1969, p. 150-160, DOI 10.1126/science.163.3863.150.
- Robert H. Whittaker Communities and Ecosystems, Macmillan, 1975  (ISBN 0-02-427390-2).
- Robert H. Whittaker (dir.), Classification of Plant Communities, 1978 (Handbook of Vegetation Science), Kluwer Academic Publishers  (ISBN 90-6193-566-0).
- R.H. Whittaker et L. Margulis, « Protist classification and the kingdoms of organisms », Biosystems, vol. 10, no 1-2, avril 1978, p. 3-18, DOI 10.1016/0303-2647(78)90023-0.

## Source
- Traduction de l'article de langue anglaise de Wikipédia (version du 27 mars 2007).